# Akaki Tsereteli
Le prince Akaki Tsereteli (géorgien : აკაკი წერეთელი; 9 juin 1840 - 26 janvier 1915) était un poète et une figure du mouvement de la libération de la Géorgie.

## Biographie
Akaki Tsereteli est né dans un village du Skhvitori (ru) (Iméréthie, une région géorgienne) le 9 juin 1840, dans une famille géorgienne réputée et noble. Son père était le prince Rostom Tsereteli

Akaki est un ami proche du prince Ilia Tchavtchavadzé, un jeune intellectuel et un dirigeant progressiste. 
Fils: l'imprésario d'opéra russe Alekseï Tsereteli (1864, St. Petersburg – 1942, Paris).